# Brice Maubleu
Brice Maubleu, né le 1er décembre 1989 à Saint-Martin-d'Hères, est un footballeur français qui évolue au poste de gardien de but à l'AS Saint-Étienne.

## Biographie
Il fait ses débuts dans le football dans le club de la ville de Champ-sur-Drac en Isère avant de rejoindre le Grenoble Foot 38 à l'âge de 14 ans.
Il joue ses deux matchs professionnels en Ligue 1 lors de la saison 2009-2010 en étant titulaire dans les cages contre l'Olympique lyonnais et le FC Lorient mais le club termine dernier. La saison suivante, il prend part à trois matchs de Ligue 2 mais le club termine de nouveau dernier avant le dépôt de bilan du club et sa rétrogradation en cinquième division française.
Il joue une saison en tant que titulaire en CFA 2 avant de signer en faveur du Tours FC en Ligue 2. Après deux saisons en tant que doublure, il revient dans son club formateur revenu en quatrième division. Titulaire dans les buts, il remporte le titre de champion de CFA en 2017 avant d'être de nouveau promu la saison suivante en terminant troisième de National.
Il retrouve donc la Ligue 2 lors de la saison 2018-2019 et est avec Lakdar Boussaha l'un des deux délégués syndicaux de l'UNFP au sein du Grenoble Foot 38.
Il fut capitaine et titulaire indiscutable au GF38.
Le 21 août 2024, après un total de 316 matchs en treize ans avec le GF38 avec qui il a joué dans les cinq premières divisions françaises, il quitte le club et rejoint l'AS Saint-Etienne pour deux saisons. Il joue son premier match en décembre 2024 sous le maillot vert en Coupe de France lors d'une défaite quatre buts à zéro contre l'Olympique de Marseille.

## Conseiller municipal
Brice Maubleu devient en 2020 conseiller municipal de sa commune de Bernin dans l'Isère.

## Statistiques

### Statistiques détaillées
| Saison                | Club                  | Championnat           | Championnat | Championnat | Coupe nationale | Coupe nationale | Coupe de la Ligue | Coupe de la Ligue | Play-offs | Play-offs | Total | Total |
| Saison                | Club                  | Division              | M.          | B.          | M.              | B.              | M.                | B.                | M.        | B.        | M.    | B.    |
| 2009-2010             | Grenoble Foot 38      | Ligue 1               | 2           | 0           | -               | -               | -                 | -                 | -         | -         | 2     | 0     |
| 2010-2011             | Grenoble Foot 38      | Ligue 2               | 3           | 0           | -               | -               | -                 | -                 | -         | -         | 3     | 0     |
| 2011-2012             | Grenoble Foot 38      | CFA 2                 | 26          | 0           | 3               | 0               | -                 | -                 | -         | -         | 29    | 0     |
| Sous-total            | Sous-total            | Sous-total            | 31          | 0           | 3               | 0               | -                 | -                 | -         | -         | 34    | 0     |
| 2012-2013             | Tours FC              | Ligue 2               | -           | -           | 1               | 0               | -                 | -                 | -         | -         | 1     | 0     |
| 2013-2014             | Tours FC              | Ligue 2               | 8           | 0           | 1               | 0               | 1                 | 0                 | -         | -         | 10    | 0     |
| Sous-total            | Sous-total            | Sous-total            | 8           | 0           | 2               | 0               | 1                 | 0                 | 3         | 0         | 14    | 0     |
| 2014-2015             | Grenoble Foot 38      | CFA                   | 27          | 0           | -               | -               | -                 | -                 | -         | -         | 27    | 0     |
| 2015-2016             | Grenoble Foot 38      | CFA                   | 30          | 0           | 5               | 0               | -                 | -                 | -         | -         | 35    | 0     |
| 2016-2017             | Grenoble Foot 38      | CFA                   | 28          | 0           | 6               | 0               | -                 | -                 | -         | -         | 34    | 0     |
| 2017-2018             | Grenoble Foot 38      | National              | 29          | 0           | 2               | 0               | -                 | -                 | 2         | 0         | 33    | 0     |
| 2018-2019             | Grenoble Foot 38      | Ligue 2               | 23          | 0           | -               | -               | -                 | -                 | -         | -         | 23    | 0     |
| 2019-2020             | Grenoble Foot 38      | Ligue 2               | 27          | 0           | 1               | 0               | -                 | -                 | -         | -         | 28    | 0     |
| 2020-2021             | Grenoble Foot 38      | Ligue 2               | 25          | 0           | -               | -               | -                 | -                 | 2         | 0         | 27    | 0     |
| 2021-2022             | Grenoble Foot 38      | Ligue 2               | 34          | 0           | -               | -               | -                 | -                 | -         | -         | 34    | 0     |
| 2022-2023             | Grenoble Foot 38      | Ligue 2               | 38          | 0           | 1               | 0               | -                 | -                 | -         | -         | 39    | 0     |
| 2023-2024             | Grenoble Foot 38      | Ligue 2               | 34          | 0           | 1               | 0               | -                 | -                 | -         | -         | 35    | 0     |
| 2024-2025             | Grenoble Foot 38      | Ligue 2               | 1           | 0           | -               | -               | -                 | -                 | -         | -         | 1     | 0     |
| Sous-total            | Sous-total            | Sous-total            | 296         | 0           | 16              | 0               | -                 | -                 | 4         | 0         | 316   | 0     |
| 2024-2025             | AS Saint-Étienne      | Ligue 1               | -           | -           | 1               | 0               | -                 | -                 | -         | -         | 1     | 0     |
| Total sur la carrière | Total sur la carrière | Total sur la carrière | 335         | 0           | 22              | 0               | 1                 | 0                 | 4         | 0         | 362   | 0     |

## Palmarès
Brice Mableu est Champion de France amateur en 2017 avec le Grenoble Foot 38.